# 奥托·努舍克
奥托·努舍克（德語：Otto Nuschke，1883年—1957年）是20世纪德国政治人物。曾任德意志民主共和国副总理。

## 生平
1883年生于萨克森弗罗堡。1919年，作为德国民主党的代表入选国民议会议员。1930年代在秘密抵抗团体中进行反法西斯的斗争，屡次遭到逮捕。
1945年纳粹德国投降以后，努舍克积极参加民主德国建设，并成为东德基督教民主联盟的奠基者之一。自1948年起，他一直担任该党主席。1949年10月出任副总理职务。1950年代积极参加世界和平运动。
1953年6月17日下午，柏林墙交界处发生暴动，努舍克被劫持到西柏林。6月19日下午恢复自由，返回东柏林。1957年12月27日因心脏瘫痪症在柏林去世。